# Bullpup
 (juin 2023).
Si vous disposez d'ouvrages ou d'articles de référence ou si vous connaissez des sites web de qualité traitant du thème abordé ici, merci de compléter l'article en donnant les références utiles à sa vérifiabilité et en les liant à la section « Notes et références ».

Le Steyr AUG est un fusil bullpup, ici doté d'un canon de 50,8 cm comme le M16A2, mais présentant une longueur totale de 80.5 cm seulement.

Le terme bullpup (anglicisme) désigne une architecture (configuration mécanique) générale d'arme à feu, destinée à réduire la longueur totale de l'arme sans sacrifier celle du canon. 
La chambre est pour cette raison située très à l'arrière. Généralement dans le cas d'un fusil bullpup, le mécanisme et le chargeur sont d'ordinaire derrière la poignée, donc emploient un espace habituellement occupé par la crosse. À titre d'exemple, le FAMAS, arme bullpup, est long de 75,7 cm, longueur équivalente à celle du Colt M4, arme non bullpup. Celui-ci mesure 75,6 cm mais avec sa crosse rétractée, et sa longueur passe à 84 cm crosse déployée alors que son canon est plus court de 12 cm que celui du FAMAS.

## Historique

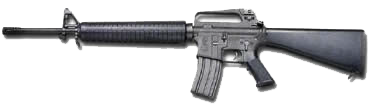
Le M16A2 est un fusil de conception classique (c'est-à-dire non-bullpup) doté d'un canon de 50,8 cm pour une longueur totale de 100.6 cm.

Le concepteur de la carabine à verrou Thorneycroft a employé le premier cette architecture en 1901. Depuis l'apparition d'un modèle de pistolet breveté par le Français Henri Delacre en 1936, un nombre croissant de concepteurs d'armes semi-automatiques l'ont adopté. 
Un fusil d'assaut chambrant une munition de 7,62 mm est développé en 1946 à Toula (Union soviétique) à titre expérimental mais n'entre pas en service. Le Royaume-Uni est le premier pays à envisager de se doter d'un fusil d'assaut bullpup, l'EM2, pour lequel les études avaient débuté en 1944, mais le pays opte finalement pour le FAL de conception classique en raison de l'adoption de la cartouche standard de l'OTAN. Le FAMAS et le Steyr AUG, apparus sensiblement à la même époque, sont les premières armes bullpup à être adoptées avec succès par des armées, suivis quelques années plus tard par le L85 britannique.

## Contrainte

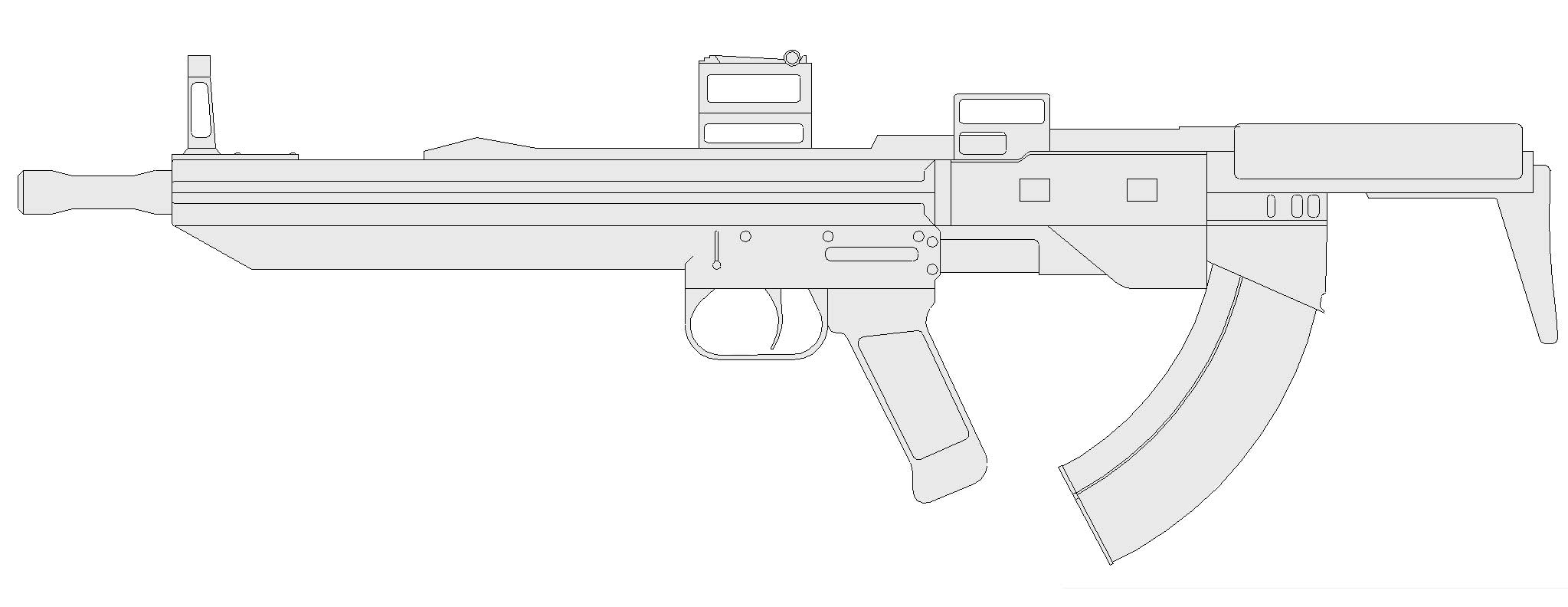
Un TKB-059.

Cette configuration pose un certain nombre de difficultés découlant notamment de la position de la chambre, très proche du visage du tireur donc, entre autres, du mode d'éjection des étuis, si l'arme n'a pas été d'emblée prévue pour y remédier. À l'exception notable des FAMAS ou FN P90, une arme bullpup ne peut être épaulée que d'un seul côté, ce qui lui interdit a priori d'être employée par un droitier comme par un gaucher et constitue donc un embarras d'ordre logistique. Pour y remédier dans le cas du FAMAS, il convient d'échanger la pièce appui-joue (ainsi qu'inverser l'extracteur et l'obturateur) ou de la modifier sur place. 
Si certaines armes telles que le SAR-21 ne peuvent être épaulées qu'à droite, la solution la plus courante, que l'on trouve dans le Steyr AUG et le FAMAS, consiste en un mécanisme réversible qui, au prix d'un démontage de l'arme (dans le cas du FAMAS, déclipsage de l'appui-joue et inversion de l'obturateur et de l'extracteur sur la culasse), offre la possibilité de décider du côté d'éjection des étuis. Le FN P90 et le FN F2000 recèlent une solution innovante car ils éjectent les étuis respectivement vers le bas et vers l'avant, ce qui rend à ce titre tout démontage inutile.

## Exemples d'armes d'architecturebullpup

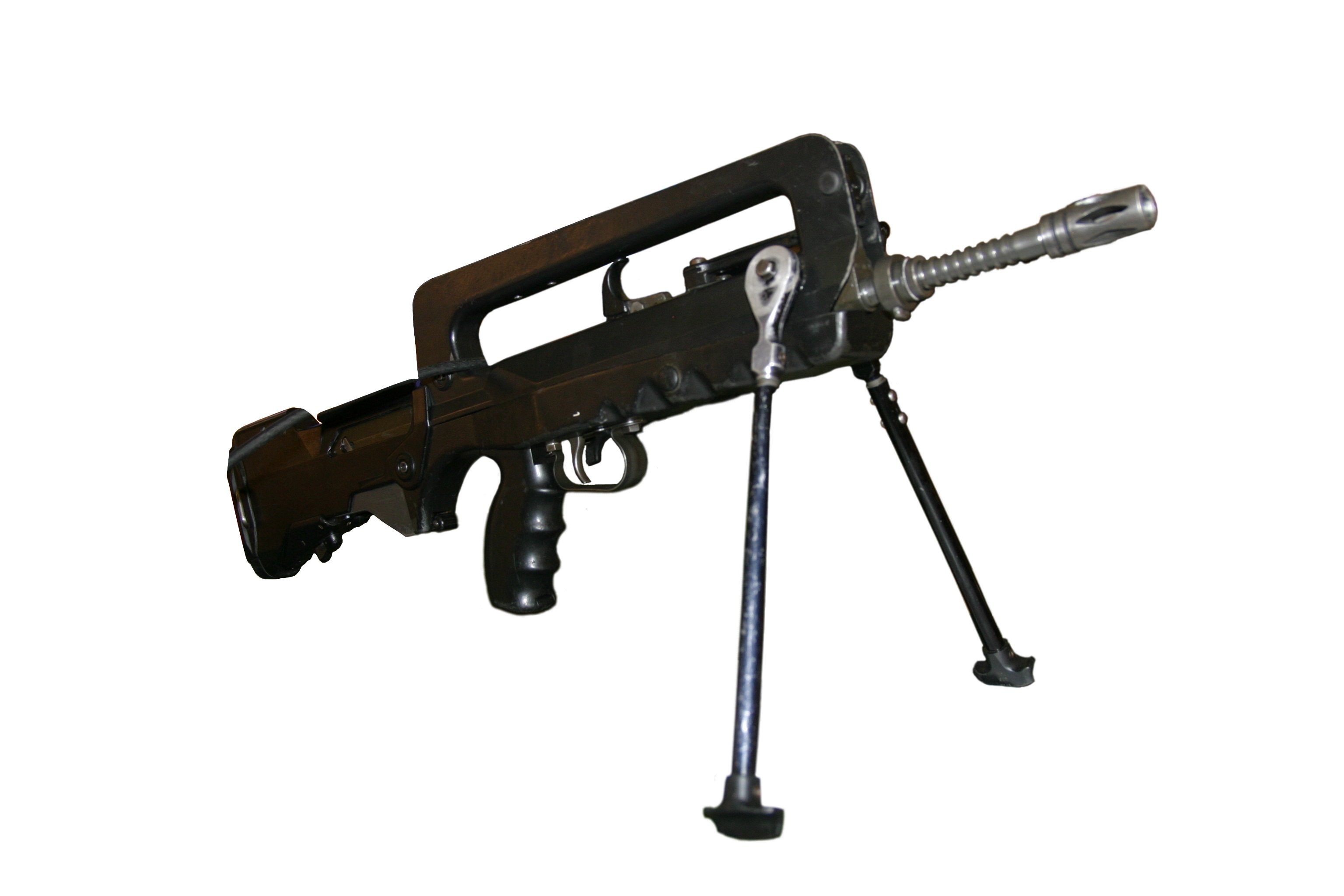
Un FAMAS.

- Abakan
- A-91
- Bushmaster M17/M17S
- CR-21
- Enfield EM2
- Enfield L85A1
- Fusil Automático Doble
- FN F2000
- FN P90
- GIAT FAMAS
- IMI Tavor TAR-21
- Interdynamics MKR
- Khaybar KH2002
- Kel-Tec RDB
- Korobov TKB-408-2 et TKB-022PM
- LAPA FA-03
- MAS-54
- NA-2
- NA-4
- OC-14
- Pancor Jackhammer
- QBZ-95
- Rheinmetall RH-70
- SAR 21
- Szkwal
- Steyr AUG
- Thales F90
- TKB-022PM
- TKB-059
- Norinco Type 86S
- Vepr
- Walther WA 2000

#### Brevets d'Henri Delacre
- Brevet d'invention n° 816.836 - Perfectionnement aux armes à feu portatives du genre pistolet
- Brevet d'invention n° 751.168 - Perfectionnement des armes à feu à répétition automatique
- Addition au Brevet d'invention n° 751.168 - Perfectionnement des armes à feu à répétition automatique